# Rania Harbaui
Rania Harbaui (11 de diciembre de 2003) es una deportista tunecina que compite en judo. Ganó una medalla de bronce en el Campeonato Africano de Judo de 2021, en la categoría de –48 kg.

## Palmarés internacional
| Campeonato Africano | Campeonato Africano | Campeonato Africano | Campeonato Africano |
| Año                 | Lugar               | Medalla             | Categoría           |
| ------------------- | ------------------- | ------------------- | ------------------- |
| 2021                | Dakar (Senegal)     | Medalla de bronce   | –48 kg              |